# Jesús Armando Sánchez
Jesús Armando Sánchez Zamudio (Città del Messico, 7 marzo 1984) è un ex calciatore messicano, di ruolo centrocampista.